# Paraleiocapitella mossambica
Paraleiocapitella mossambica é uma espécie de anelídeo pertencente à família Capitellidae.
A autoridade científica da espécie é Thomassin, tendo sido descrita no ano de 1970.
Trata-se de uma espécie presente no território português, incluindo a sua zona económica exclusiva.